# El Makedoner
El Makedoner (s pravim imenom Stefan Josifovski), slovenski raper in tekstopisec makedonskih korenin, * 19. marec 1995, Veles, Severna Makedonija
Ima svojo glasbeno založbo (studio) Balklan Records. Prvi album je izdal leta 2020.

## Mladost in šolanje
S svojo družino, staršema Dimčejem in Zorico ter bratom Markom, je živel do svojega 14. leta, potem se je iz Makedonije preselil v Slovenijo. Med letoma 2009 in 2013 je obiskoval Srednjo strojno in kemijsko šolo v Ljubljani in postal kemijski tehnik, nato pa je je tri leta živel v Slovenj Gradcu, kjer je zaključil študij na Fakulteti za tehnologijo polimerov.

## Zasebno
Živi v Domžalah. Bil je skladiščnik, zdaj pa je poslovodja v istem podjetju.

## Diskografija

### Albumi
- Adekvatno stanje (2020)

### Singli
- Broxly Team feat. Sladki Greh (2021)
- Bingo (2021)
- Testament (2021)
- 13 feat. Face Off (2020)
- Extravagantno feat. Reta (2020)
- Samokontrola (2020)
- Poklon (2018)
- To So Domzale feat. Sanel & Turk (2017)
- Poenostavljeno feat. ES-EY (2017)
- U izi feat. Turk (2017)
- Mojot Svet (2017)
- Nostalgija (2016)